# Combiné nordique aux championnats du monde de ski nordique 1926
Pour un article plus général, voir Championnats du monde de ski nordique 1926.
Navigation
1925 1927
L'épreuve du combiné nordique des championnats du monde de ski nordique 1926 s'est déroulée à Lahti (Finlande) le 6 février 1926.

## Palmarès
| Date           | Lieu  | Course                                                     | Or                   | Argent        | Bronze        |
| -------------- | ----- | ---------------------------------------------------------- | -------------------- | ------------- | ------------- |
| 4 février 1926 | Lahti | 17 km individuel en style classique / deux manches de saut | Johan Grøttumsbråten | Thorleif Haug | Einar Landvik |

## Classement final
| Rang | Athlète              | Nation          | Temps 15 km     | Rang 15 km | Saut 1 | Saut 2 | Rang Saut à ski | Note Saut à ski | Points Total |
| ---- | -------------------- | --------------- | --------------- | ---------- | ------ | ------ | --------------- | --------------- | ------------ |
| 1    | Johan Grøttumsbråten | Norvège         | 1 h 20 min 27 s | 1          | 35,5 m |        |                 |                 | 37,125       |
| 2    | Thorleif Haug        | Norvège         | 1 h 23 min 37 s | 2          | 33,0 m |        |                 |                 | 35,415       |
| 3    | Einar Landvik        | Norvège         | 1 h 29 min 25 s | 5          | 34,5 m |        |                 |                 | 33,127       |
| 4    | Otto Aasen           | Norvège         | 1 h 30 min 56 s | 8          | 37,0 m |        | 1               | 17,952          | 32,827       |
| 5    | Toivo Nykänen        | Finlande        | 1 h 29 min 41 s | 6          | ?      |        |                 |                 | 31,583       |
| 6    | Esko Järvinen        | Finlande        | 1 h 28 min 50 s | 3          | ?      |        |                 |                 | 31,519       |
| 7    | Verner Pettersson    | Suède           | 1 h 40 min 24 s | 11         | 33,0 m |        |                 |                 | 28,813       |
| 8    | Uuno Suomalainen     | Finlande        | 1 h 42 min 53 s | 15         | 32,5 m |        |                 |                 | 27,559       |
| 9    | Asbjørn Elgstøen     | Norvège         | 1 h 29 min 01 s | 4          | ?*     |        |                 |                 | 27,310       |
| 10   | Toivo Järvinen       | Finlande        | 1 h 31 min 01 s | 9          | 33,5 m | ?*     |                 |                 | 26,875       |
| 11   | Jacob Tullin Thams   | Norvège         | 1 h 42 min 10 s | 13         | ?*     | 39,5 m |                 |                 | 25,012       |
| 12   | A. Lukander          | Finlande        | 1 h 46 min 27 s | 16         |        |        |                 |                 | 24,896       |
| 13   | Birger Östrand       | Suède           | 1 h 51 min 32 s | 22         | 35,5 m |        |                 |                 | 23,750       |
| 14   | Urho Kunttu          | Finlande        | 1 h 49 min 53 s | 20         |        |        |                 |                 | 23,562       |
| 15   | Georg Østerholt      | Norvège         | 1 h 30 min 00 s | 7          | ?*     |        |                 |                 | 22,833       |
| 16   | Gustl Müller         | Allemagne       | 1 h 42 min 49 s | 14         | ?*     | 30,0 m | 19              |                 | 21,875       |
| 17   | Viktor Dahlén (pl)   | Suède           | 1 h 46 min 36 s | 17         | 36,0 m |        |                 |                 | 21,522       |
| 18   | Sulo Jääskeläinen    | Finlande        | 1 h 47 min 54 s | 19         | ?*     |        |                 |                 | 20,873       |
| 19   | A. Koskinen          | Finlande        | 1 h 37 min 58 s | 10         |        |        |                 |                 | 20,750       |
| 20   | Paavo Nuotio         | Finlande        | 1 h 50 min 28 s | 21         | ?*     | 36,5 m |                 |                 | 19,793       |
| 21   | Willen Dick          | Allemagne       | 1 h 57 min 06 s | 23         | 33,0 m |        | 10              | 16,023          | 19,773       |
| 22   | Toivo Reingoldt      | Finlande        | 1 h 42 min 08 s | 12         | ?*     |        |                 |                 | 18,417       |
| 23   | Josef Bím            | Tchécoslovaquie | 1 h 46 min 58 s | 18         | ?*     | 31,5 m |                 |                 | 15,080       |
| 24   | Emmerich Rath (en)   | Tchécoslovaquie | 2 h 25 min 12 s | 24         | 28,0 m |        |                 |                 | 0,000        |
| DNF  | Lars Høgvold         | Norvège         |                 |            |        |        |                 |                 |              |

- * = saut tombé

## Résumés des épreuves

### 17 km
Asbjørn Elgstøen, vainqueur à Holmenkollen en 1925, vient à Lahti avec des ambitions. Cependant, en raison du grand froid, il termine 4e de la partie en ski de fond et avec des blessures. Il parvient malgré tout à effectuer le saut à ski mais il chute. À son retour en Norvège, il tombe malade et meurt.

## Tableau des médailles
| #  | Nation  | Or | Argent | Bronze | Total |
| -- | ------- | -- | ------ | ------ | ----- |
| 1. | Norvège | 1  | 1      | 1      | 3     |